# Distigmoptera foveolata
Distigmoptera foveolata är en skalbaggsart som beskrevs av Balsbaugh 1968. Distigmoptera foveolata ingår i släktet Distigmoptera och familjen bladbaggar. Inga underarter finns listade i Catalogue of Life.